# 宮下國生
宮下 國生（みやした くにお、1943年 - ）は、日本の経済学者。専門は、交通経済学・ロジスティクス・国際物流。神戸大学名誉教授。

## 経歴
- 1943年10月 - 兵庫県生まれ
- 1962年3月 - 灘高等学校卒業
- 1966年3月 - 神戸大学経済学部卒業
- 1968年3月 - 神戸大学大学院経営学研究科修士課程修了
- 1968年4月 - 神戸大学経営学部助手就任、講師、助教授を経て、
- 1984年4月 - 神戸大学経営学部教授
- 1994年4月 - 神戸大学経営学部学部長 (1996年3月まで）
- 2001年6月 - 神戸大学学長補佐 (2004年3月まで）
- 2004年4月 - 神戸大学名誉教授
- 2004年4月 - 流通科学大学商学部教授
- 2006年4月 - 大阪産業大学経営学部教授
- 2008年4月 - 大阪産業大学経営学部長 (2010年3月まで）
- 2010年4月 - 大阪産業大学大学院経営・流通学研究科長 (2011年3月まで）
- 2012年4月 - 関西外国語大学外国語学部教授 (2023年3月まで）

## 主要委員歴
- 1997年10月 - 2005年10月 日本海運経済学会 会長[1]
- 2003年7月 - 2006年7月 日本学術会議会員（第19期）
- 2007年10月 - 2011年10月 日本交通学会 会長[2]

## 受賞歴
- 1979年 住田海事奨励賞
- 1982年 日本交通学会賞
- 1994年 第3回 日本海運経済学会賞
- 1994年 日本交通学会賞
- 2002年 第45回 日経・経済図書文化賞[3]
- 2004年 日本交通学会特別賞
- 2011年 第20回 日本海運経済学会賞[4]
- 2012年 日本交通学会賞[5]
- 2014年 山縣勝見賞[6]
- 2022年 瑞宝中綬章[7][8]

## 著書

### 単著
- 『海運市場論』千倉書房、1978年、271頁。ISBN 480510354-X
- 『海運業の設備投資行動』有斐閣、1981年、271頁。ISBN 4641099243
- 『海運』 晃洋書房、1988年、202頁。ISBN 4771003912
- 『日本の国際物流システム』 千倉書房、1994年、284頁。ISBN 978-4805106891
- 『日本物流業のグローバル競争』千倉書房、 2002年、300頁。ISBN 978-4805108055
- 『日本経済のロジスティクス革新力』千倉書房、 2011年 、243頁。ISBN 978-4805109649